# Chersotis sjuntensis
Chersotis sjuntensis là một loài bướm đêm trong họ Noctuidae.